# Andarma
Die Andarma (russisch Андарма) ist ein rechter Nebenfluss des Parbig in den russischen Oblasten Nowosibirsk und Tomsk in Westsibirien.
Sie entspringt in der Wassjuganje im äußersten Norden des Rajons Ubinskoje in der Oblast Nowosibirsk. Von dort fließt sie in nördlicher Richtung in den Rajon Baktschar der Oblast Tomsk. Sie weist zahllose Mäander auf. Nach 232 km trifft sie auf den Tschaja-Quellfluss Parbig und mündet in diesen rechtsseitig. Die Andarma entwässert ein Areal von 3070 km². Der mittlere Abfluss bei Panytschewo (Панычево) 92 km oberhalb der Mündung beträgt 7 m³/s. 